# Julio Alberto Moreno Casas
Julio Alberto Moreno Casas (Candás, Carreño, 7 d'octubre de 1958) és un exfutbolista asturià, que ocupava la posició de defensa. Va ser internacional amb la selecció espanyola.

## Trajectòria
Sorgeix del planter de l'Atlètic de Madrid. Després d'una cessió al Recreativo de Huelva, es consolida al primer equip matalasser, i és titular a partir de la 80/81. Dos anys després, fitxa pel FC Barcelona.
En el quadre català va militar durant nou campanyes. Durant els primers anys va ser una peça fonamental dels blaugrana, amb qui va guanyar diversos títols. A les semifinals de la Copa d'Europa de la 85/86, un gol seu davant la Juventus FC va servir per arribar a la final, que el Barcelona perdé davant l'Steaua de Bucarest. Entre 1988 i 1991, però, va passar a ser suplent, tot sumant només 29 partits en eixe període.
Després de retirar-se, va caure en una depressió que va comportar una forta addicció a les drogues. Recuperat, forma part de la fundació del FC Barcelona.

## Selecció espanyola
Julio Alberto va ser internacional amb Espanya en 34 ocasions. Va disputar l'Eurocopa de 1984, també la final que va perdre amb França, així com el Mundial de 1986.

## Palmarès
- Lliga: 84/85, 90/91
- Copa del Rei: 1983, 1988, 1990
- Supercopa d'Espanya: 1983
- Copa de la Lliga.: 82/83, 85/86
- Recopa d'Europa: 1989